# كيرك بالمر
كيرك بالمر (بالإنجليزية: Kirk Palmer)‏ هو سباح أسترالي، ولد في 12 أكتوبر 1986 في سنترال كوست في أستراليا.

## روابط خارجية
- كيرك بالمر على موقع الاتحاد الدولي للسباحة (الإنجليزية)
- كيرك بالمر على موقع SwimRankings.net (الإنجليزية)
- كيرك بالمر على موقع أوليمبيديا (الإنجليزية)
- كيرك بالمر على موقع اللجنة الأولمبية الأسترالية (الإنجليزية)